# Flöha
Flöha é uma cidade do distrito de Mittelsachsen, no Estado Livre da Saxónia, Alemanha. Situa-se na confluência dos rios Zschopau e Flöha, a dez quilómetros a leste de Chemnitz.

## História
A cidade de Flöha foi mencionada pela primeira vez nos textos em 1346. Durante a Segunda Guerra Mundial, um subcampo do campo de concentração de Flossenbürg situava-se em Flöha.